# Gillette (プロレスラー)
Gillette（ジレット）は、日本の覆面レスラー。全日本プロレスに参戦している。

## 経歴
DDTプロレスリングのケニー・オメガとの抗争の最中、中澤マイケルとのシングルマッチをする羽目になった全日本プロレスのKAIは、試合に圧勝するものの、試合後中澤の暴行にあってしまう。それを颯爽と登場し窮地を救ったのがGilleteだった。KAIがプロレスラーになる以前にアメリカへ遠征していた時に知り合った友人だという。経歴その他、身長や体重なども一切不明であり、後述の正体の項目でも触れるが、様々な憶測が行き交っている。
2012年のジュニア・タッグリーグ戦にKAIとのタッグで出場。優勝を逃したものの、KAIの世界ジュニアヘビー級王座挑戦を後押しする。
8月にまた参戦し、今度はシングルのリーグ戦JUNIOR HYPER LEAGUEに出場することが発表された。

## 得意技
- シューティングスタープレス

## 正体
ほぼ全ての情報が公開されておらず、海外でもそのような名前のマスクマンはいないため、その正体はまったくの不明である。体格やムーブ、スケジュールの調整具合などから、WNC所属の児玉裕輔ではないか？との声もインターネット上で上がっている。